# Soeverein (ridderorde)
In het orderecht is de soeverein van de orde het hoogste gezag binnen een ridderorde. Niet iedere orde kent een soeverein, de Nederlandse en Belgische koningen zijn grootmeester van hun orden. De Britse koning is soeverein van een aantal orden en laat zich daarbij bijstaan door een grootmeester. In andere orden van het Verenigd Koninkrijk of landen van het Gemenebest is de koning zélf grootmeester en ontbreekt een soeverein. Karel van Habsburg-Lotharingen is "hoofd en soeverein" van zijn Orde van het Gulden Vlies.
Het gezag van de soeverein is uiteraard aan regels en wetten gebonden. In veel staten stelt de wet of de grondwet vast dat het staatshoofd soeverein of grootmeester van de orden is. Wanneer er twee pretendenten zijn, of een afgezet staatshoofd van mening is dat hij het recht heeft om "zijn" orde te blijven verlenen, geraken orden buiten de macht van een staat en worden zij een huisorde. Bij twee grootmeesters of soevereinen spreekt men van twee obediënties.
Internationaal worden de rechten van oud-koningen, hoofden van voorheen regerende families en personen die rechtens grootmeester of hoofd van een orde verleend zijn, door regeringen erkend. In specifieke gevallen zijn zij een bron van (protocollaire) problemen.
De oude Constantinische Militaire Orde van Sint George was ooit privébezit van de families Angeli en Flavius. Zij verkochten het recht om deze ridderorde te verlenen aan de Farneses in Parma. Kennelijk kan een soevereine titel (in dit geval op het recht om een orde te verlenen) ook verkocht worden.